# Tapeinia
Tapeinia é um género botânico pertencente à família Iridaceae.